# Generalkommando Tettau
Das Generalkommando Tettau war ein deutsches Armeekorps der Wehrmacht im Zweiten Weltkrieg.

## Geschichte
Am 4. Februar 1945 wurde auf dem Kommandowege aus dem seit Anfang November 1944 bestehenden Divisionsstab z. b. V. 604, dem ehemaligen Stab von Tettau beim Oberbefehlshaber West und aus den Niederlanden an die Ostfront verlegt, und der Nachrichten-Abteilung 1604 die „Korpsgruppe von Tettau“ oder auch als „Korps Tettau“ bezeichnet aufgestellt, welche nach dem Führer der Korpsgruppe, Hans von Tettau, benannt wurde. Die Aufstellung erfolgte in Belgard in Pommern für den Nordbereich der Pommernstellung.
Später wurde sie mit „Generalkommando Tettau“ bezeichnet und kam zur 11. Armee bei der Heeresgruppe Weichsel. Im März 1945 wechselte die Unterstellung zur 3. Panzerarmee bei der Heeresgruppe. Das Generalkommando Tettau wurde bei Kolberg eingeschlossen, Teilen gelang aber ein Durchbruch nach Westen. Am 16. März 1945 wurde Tettau unter Beförderung zum General der Infanterie in die Führerreserve versetzt und die Reste des „Generalkommandos Tettau“ kamen zum Verteidigungsbereich Swinemünde. Hier hielt das Korps unter der Führung von Generalmajor Gottfried Frölich den Zugang zur Insel Wollin offen. Das „Generalkommando Tettau“ bestand bis Kriegsende.